# イネッサ・クラベッツ
イネッサ・クラベッツ （Inessa Mykolajivna Kravets、ウクライナ語: Інеса Миколаївна Кравець、1966年10月5日 - ）は、ウクライナの女子陸上競技選手。女子三段跳の前世界記録（15m50）保持者であり、1996年アトランタオリンピック女子三段跳の金メダリストである。また、走幅跳でも、1992年バルセロナオリンピックで銀メダルを獲得した選手である。

## 世界記録樹立
1995年世界選手権の女子三段跳決勝において、クラベッツは世界新記録を樹立した。この時のクラベッツは、1回目・2回目ともにファウルとなり、3回目で上位8人に残れなければ試技終了という状況であった。この追いつめられた状況の中、大胆にも助走距離を伸ばして3回目の跳躍に挑んだ。その際、ファウルを避けるため、踏み切り板のかなり手前から踏み切ったにもかかわらず、従来の世界記録（15m09）を大幅に更新する15m50を記録した。
この世界記録は、2021年にユリマール・ロハスに更新（15m67）されるまで約26年間、破られることはなかった。
なお、クラベッツは1991年6月にも世界記録を樹立している。
この時も従来の世界記録（14m54）を大きく上回る14m95を記録しており、偶然にも2回とも41cmの更新となった。

## 主な実績
| 年   | 大会                     | 場所                         | 種目   | 結果 | 記録   |
| ---- | ------------------------ | ---------------------------- | ------ | ---- | ------ |
| 1991 | ユニバーシアード         | シェフィールド（イギリス）   | 走幅跳 | 1位  | 6.87m  |
| 1992 | オリンピック             | バルセロナ（スペイン）       | 走幅跳 | 2位  | 7.12m  |
| 1993 | 世界室内選手権           | トロント（カナダ）           | 走幅跳 | 3位  | 6.77m  |
| 1993 | 世界室内選手権           | トロント（カナダ）           | 三段跳 | 1位  | 14.47m |
| 1994 | ヨーロッパ選手権         | ヘルシンキ（フィンランド）   | 走幅跳 | 2位  | 6.99m  |
| 1994 | ヨーロッパ選手権         | ヘルシンキ（フィンランド）   | 三段跳 | 3位  | 14.67m |
| 1994 | IAAFグランプリファイナル | パリ（フランス）             | 走幅跳 | 2位  | 6.98m  |
| 1994 | IAAF陸上ワールドカップ   | ロンドン（イギリス）         | 走幅跳 | 1位  | 7.00m  |
| 1995 | 世界選手権               | イェーテボリ（スウェーデン） | 三段跳 | 1位  | 15.50m |
| 1995 | IAAFグランプリファイナル | モンテカルロ（モナコ）       | 三段跳 | 2位  | 14.59m |
| 1996 | オリンピック             | アトランタ（アメリカ合衆国） | 三段跳 | 1位  | 15.33m |
| 1996 | IAAFグランプリファイナル | ミラノ（イタリア）           | 走幅跳 | 1位  | 7.07m  |
| 2003 | 世界室内選手権           | バーミンガム（イギリス）     | 走幅跳 | 2位  | 6.72m  |

## 自己ベスト
- 走幅跳 ‐ 7.37m （1992年6月13日、世界歴代7位）
- 三段跳（屋外） ‐ 15.50m （1995年8月10日、世界歴代2位）
- 三段跳（室内） ‐ 14.67m （1995年1月27日）